# Колуза (окръг)
Вижте пояснителната страница за други значения на Колуза.
Колуза (на английски: Colusa) е окръг в Калифорния. Окръжният му център е град Колуза. Окръг Колуза се намира в Централната калифорнийска долина.

## Население
Колуза е с население от 18 804 души. (2000)

## География
Колуза е с обща площ от 2995 кв.км. (1156 кв.мили).

## История
Колуза е един от първите окръзи в Калифорния, основан през 1850 г., когато Калифорния става част от САЩ.

## Градове и градчета
- Колуза
- Максуел
- Принстън
- Уилямс